# Református templom (Mezőkovácsháza)
A mezőkovácsházi református templom Mezőkovácsháza északnyugati, Reformátuskovácsháza nevű városrészében található. A város legnagyobb protestáns temploma.

## A templom, illetve az egyházközség története
Reformátuskovácsháza települését 1815-ben Gömörből idetelepített reformátusok alapították. Ideköltözésük után nem sokkal elhatározták a templom építését. Saját erőből állították elő a templomépítés alapanyagait.
A református templom a parókia felépítése után, 1898-ban készült el, mintegy három év alatt. A felszentelés 1899. október 9-én, Nagy Károly lelkipásztor szolgálata alatt történt. Őt váltotta Csák Emil, majd 1912-től Szabó Dániel, aki negyvenkét éven át volt a gyülekezet lelkipásztora.
Az első világháborúban elesett reformátuskovácsházi lakosok emlékére készítették a templom egyik harangját, nevüket a harang mellett, a templom bejáratánál, a külső falon több tábla megörökíti.
A II. világháború az átvonuló frontok következtében jelentős anyagi károkat okozott a településen, a templom tornyát lerombolták, a tetőszerkezet és a falak megsérültek. A parókiát kifosztották és feldúlták orosz katonák. A háborús pusztítás után már csak a 717 kg-os nagy harang, a hősök harangja maradt, amelyet Szlezák László öntött 1938-ban. A II. világháborúban elhunytak emlékét a templom belsejében több márványtábla őrzi. 
1954-ben Szabó Dánielt Nagy Imre követte. A toronyban jelenleg két harang van, a hősök harangja mellett öntetett az egyházközség egy kis harangot is, amely 350 kg-os és 1961-ben öntötte Ducsák István Őriszentmiklóson.
A templom tornyát és homlokzatát 1999 szeptemberében festették újra, a templom építésének 100. évfordulójára. Az év október 9-én dr. Bölcskei Gusztáv püspök tartotta az istentiszteletet.